# Hugh Ian McGarvie-Munn
Hugh Ian McGarvie-Munn (* 1919 in Jamadoba; † 1981 in Entrecasteaux) war ein guatemaltekischer Botschafter.

## Leben
Der Vater von Hugh Ian McGarvie-Munn wurde in Schottland geboren. McGarvie-Munn war Capitain der Seaforth Highlanders. 1947 heiratete er Carmen Atala Ydígoras Laparra, die Tochter von María Laparra Samajoa und José Miguel Ramón Idígoras Fuentes.
Im Juni 1954 hatte eine von John Emil Peurifoy ausgewählte Opposition in San Salvador den Übergang von der Regierung von Jacobo Árbenz Guzmán auf eine Junta im Pacto de San Salvador während der Operation PBSUCCESS vereinbart. Idígoras Fuentes erkannte die fehlende Einigkeit unter den Unterzeichnern des Pacto de San Salvador und ließ Peurifoy über McGarvie-Munn mitteilen, das er sich im Rahmen eines Gentlemen’s Agreement an der Macht beteiligen lassen würde. Peurifoy interpretierte die Haltung von Idígoras Fuentes als Ablehnung des Pacto de San Salvador.
Am 2. März 1958 wurde Idígoras Fuentes, der Schwiegervater von Hugh Ian McGarvie-Munn, Präsident von Guatemala. McGarvie-Munn war als Maler Mitglied der Royal Institution of Naval Architects einer Vereinigung von Schiffsbaukonstrukteuren und Idígoras Fuentes gründete die guatemaltekische Marine.
Hugh Ian McGarvie-Munn erwarb 1974 das denkmalgeschützte Schloss von Entrecasteaux als Unterkunft für seine Familie und ließ es zu einem Museum renovieren.